# Wechsellagerung

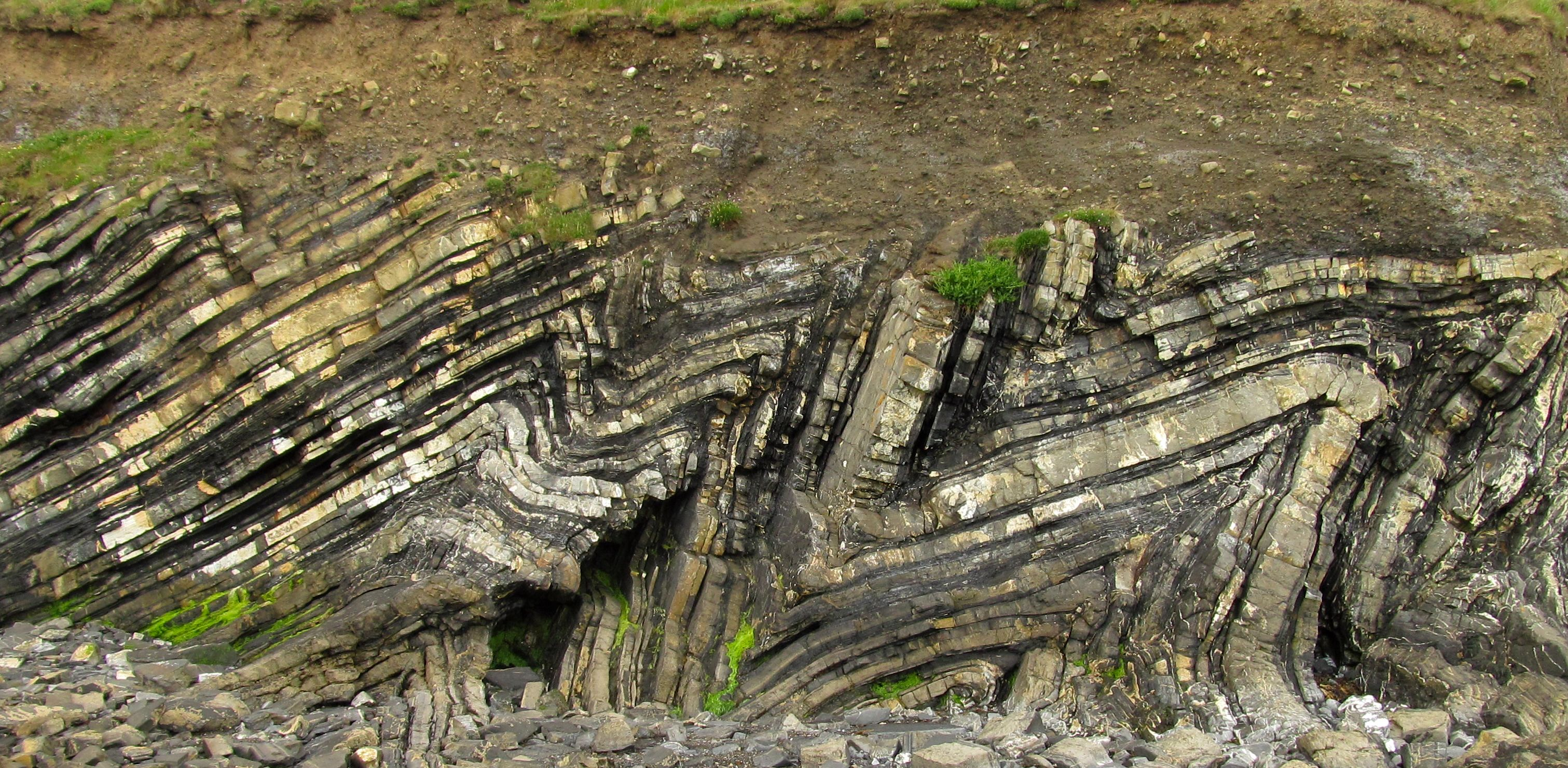
Gefaltete turbiditische, relativ engständige Wechsellagerung aus Kalkstein und dunklem Tonstein, Loughshinny-Formation, Unterkarbon, Küstenaufschluss an der Irischen See bei Loughshinny (Irland)

Unter Wechsellagerung wird in der Geologie eine Schichtung verstanden, in der abwechselnd Schichten (meist von Sedimentgesteinen) mit deutlich unterschiedlichen petrographischen Eigenschaften (Lithologien), beispielsweise einer deutlich unterschiedlichen chemischen Zusammensetzung, aufeinanderfolgen. Eine derartig aufgebaute Schichtenfolge wird als Wechselfolge bezeichnet. Bei Abfolgen, in denen sich lediglich zwei verschiedene Lithologien abwechseln, spricht man auch von alternierendem Schichtwechsel.

## Begrifflichkeit
Der Ausdruck Wechsellagerung findet sich bereits bei Carl Friedrich Naumann im ersten Band seines Lehrbuch der Geognosie (1850), in dem er ihn Karl von Raumer zuschreibt.
Vortisch (1930) hat den Überbegriff Schichtung „genetisch“ allgemein als Wechsellagerung definiert. Als Wechsellagerung im eigentlichen Sinn gilt jedoch nur eine solche Schichtung, bei der mindestens zwei Lithologien ungefähr zu gleichen Anteilen an der Ausbildung der Abfolge beteiligt und jeweils selbst deutlich als Schichten im aufgeschlossenen Gesteinsverband wahrnehmbar sind.

## Merkmale

Ungefaltete Kalkstein-Tonstein-Wechsellagerung, unterer Abschnitt der Blue-Lias-Formation, Unterjura, Küstenaufschluss bei Lavernock Point am Bristolkanal, Wales

Typische Wechselfolgen sind zum Beispiel Abfolgen von Mergel und Kalkstein. Im Idealfall kann eine solche Wechsellagerung an einer Steinbruchwand aussehen wie ein Zebrastreifen: auf eine zum Beispiel zwanzig Zentimeter mächtige dunkelgraue Mergelschicht folgt eine halbmeter-mächtige helle Kalksteinbank, die wiederum von einer Mergelschicht und diese wieder von Kalkstein überlagert wird und so fort. Solche gleichmäßig gebändert wirkenden Schichtpakete können aus hunderten von alternierenden Schichten bestehen und mehrere hundert Meter Mächtigkeit aufweisen.
Wechsellagerung spiegelt häufig einen zyklischen Wechsel der Sedimentationsbedingungen wider. So repräsentieren Kalk-Mergel-Wechselfolgen die zyklische Ablösung einer hohen Karbonatproduktion durch stärkeren Einfluss der terrigenen Hintergrundsedimentation, was sedimentologisch üblicherweise auf eine Zunahme der Meerestiefe und Küstenferne zur Ablagerungszeit am entsprechenden Ablagerungsort zurückgeführt wird (vgl. → Eustasie). Wechselfolgen können aber auch durch wiederkehrende besondere Ereignisse entstehen, etwa durch die Ablagerung grobkörniger Trübestromsedimente, die die ansonsten ruhig und kontinuierlich verlaufende Hintergrundsedimentation von Ton regelmäßig unterbricht. Solche Lagerungsverhältnisse sind beispielsweise in der Kulm-Fazies des mitteleuropäischen Karbon anzutreffen.